# ردنک

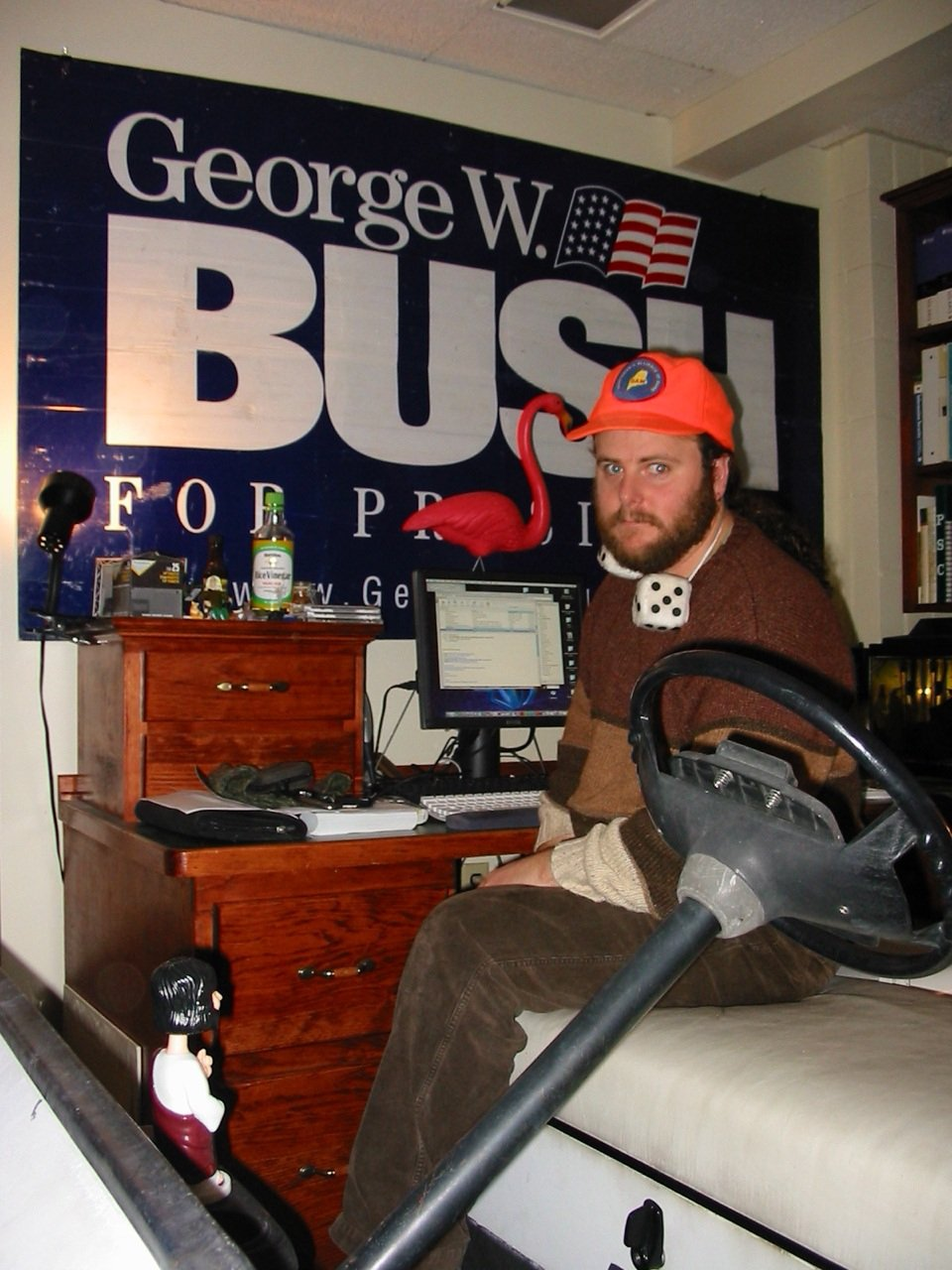
یک ردنک کلاسیک، از دید یک لیبرال

ردنک (به انگلیسی: Redneck) (به معنای گردن‌سرخ) اصطلاحی توهین‌آمیز است خطاب به ویژه (اما نه منحصراً) آمریکاییان سفیدپوستی که زمخت و ساده‌لوح، و مرتبط با سفیدپوستان روستایی جنوب ایالات متحده تلقی می‌شوند. کاربرد آن در معنا مشابه با کرَکِر (مخصوصا در مورد تگزاس، فلوریدا و جرجیا) هیلبیلی (مخصوصاً در مورد آپالاشیا و اوزارکس), و وایت ترش (ولی بدون اشارات این لفظ به بی‌اخلاقی) است. در بریتانیا دیکشنری کمبریج این لفظ را چنین معنا می‌کند: «فرد سفیدپوست فقیری بدون تحصیلات، مخصوصاً کسی که در دهات در جنوب ایالات متحده زندگی می‌کند، کسی که باور می‌رود ایده‌ها و عقاید تعصب آمیز داشته باشد. این واژه معمولاً توهین آمیز در نظر گرفته می‌شود.» اهالی سفیدپوست جنوب آمریکا گاهی به‌طور مطایبه آمیز به عنوان طنزی خودی به خودشان «ردنک» می‌گویند.
این واژه در ابتدا برای اشاره به ساکنان فقیر مناطق روستایی‌نشین استفاده می‌شد که بر اثر کار کردن در مزرعه‌ها برای ساعت‌های متمادی زیر تابش نور آفتاب، پشت گردنشان آفتاب‌سوخته و سرخ می‌شد. گاهی این واژه برای اشاره به توده کنسرواتیو (محافظه‌کار) جنوبی به کار می‌رود؛ سفیدپوستان طبقه کارگر و جماعت مزرعه‌دار که از تحصیلات و آموزش کمی برخوردار بوده و نظریات لیبرال را رد می‌کنند.
در ریشهٔ تاریخی این اصطلاح منابع متفاوتی ذکر شده و استفاده آن به قرن نوزدهم و دوران جنگ داخلی آمریکا بازمی‌گردد اما کاربرد امروزی آن به‌طور معمول بیشتر حالتی توهین‌آمیز پیدا کرده و یک اصطلاح عامیانه محسوب می‌گردد.